# Воинское кладбище № 225 (Бжостек)
Воинское кладбище № 225 — Бжостек (пол. Cmentarz wojenny nr 225 - Brzostek) — воинское кладбище, расположенное в городе Бжостек, Дембицкого повята, Подкарпатское воеводство. Кладбище входит в группу Западногалицийских воинских захоронений времён Первой мировой войны. На кладбище похоронены военнослужащие Австро-Венгерской и Российской армий, погибшие во время Первой мировой войны.

## История
Кладбище было основано в 1917 году по проекту немецкого архитектора из Дюссельдорфа Густава Россмана, руководившего постройкой военных кладбищ в Округе V – «Pilzno».
На кладбище похоронены 162 воина, в том числе 97 русских солдат и 62 австрийца, павших 7 мая 1915 года во время сражения за Бжостек.
Расположено при входе на приходское кладбище у дороги и находится в хорошем состоянии. Кладбище построено в виде прямоугольника площадью 235 м². На надгробиях отсутствуют таблички с именами и национальностью солдат, похороненных здесь. Центральная аллея кладбища ведëт к памятнику, сделанному из песчаника с надписью фамилий двух австрийских офицеров, похороненных здесь и рельефом головы Христа в терновом венце.
В непосредственной близости от некрополя располагаются воинские кладбища № 223 и № 224.